# Benjamin Disraeli
Benjamin Disraeli, 1.º Conde de Beaconsfield KG, PC, FRS (Londres, 21 de dezembro de 1804 – Londres 19 de abril de 1881) foi um político Conservador britânico, escritor, aristocrata e Primeiro-Ministro do Reino Unido em duas ocasiões. Ele teve papel central na criação do Partido Conservador moderno, definindo suas políticas e ampla divulgação. Disraeli é mais lembrado por sua influência em assuntos internacionais, suas batalhas políticas com William Ewart Gladstone, líder do Partido Liberal, e seu conservadorismo. Ele fez com que seu partido ficasse mais identificado com a glória e poder do Império Britânico.

## Biografia
Disraeli nasceu em Londres. Seu pai deixou o judaísmo depois de uma disputa com a sinagoga e o jovem Disraeli converteu-se ao anglicanismo com 12 anos. Depois de várias tentativas mal-sucedidas, ele entrou na Câmara dos Comuns em 1837. Quando os Conservadores chegaram ao poder em 1841, o primeiro-ministro Sir Robert Peel não deu a Disraeli um cargo. Peel brigou com o partido em 1846 sobre sua proposta para repelir as Leis dos Grãos, que colocava um imposto nos grãos importados. Disraeli atacou Peel pesadamente nos comuns. Os Conservadores que brigaram com Peel eram importantes no parlamento e Disraeli tornou-se uma figura importante no partido, apesar de muitos não serem a favor dele. Quando Edward Smith-Stanley, 14.º Conde de Derby e líder do partido, formou três governos nas décadas de 1850 e 1860, Disraeli serviu como Chanceler do Tesouro e Líder da Câmara dos Comuns. Ele também criou uma rivalidade com William Ewart Gladstone, líder do Partido Liberal.
Depois de Derby se aposentar em 1868 por motivos de saúde, Disraeli brevemente foi primeiro-ministro antes de perder as eleições daquele ano. Ele voltou para a oposição antes de levar o partido a uma grande vitória nas eleições de 1874. Manteve uma relação próxima com a rainha Vitória, que lhe criou em 1876 o título de Conde de Beaconsfield. Seu segundo mandato foi dominado pela Questão Oriental – o lento declínio do Império Otomano e o desejo de certos países, como a Rússia, de ganhar as custas. Disraeli negociou a compra britânica de parte da Companhia do Canal de Suez. Com vitórias russas sobre os otomanos em 1878, ele trabalhou no Congresso de Berlim para manter a paz nos Balcãs e criar termos favoráveis ao Reino Unido enfraquecendo a Rússia. Sua vitória diplomática o estabeleceu como um dos maiores estadistas da Europa.
Eventos mundiais conspiraram contra os conservadores. Guerras no Afeganistão e na África do Sul minaram seu apoio público. Ele enfureceu fazendeiros britânicos ao reinstituir a Lei dos Grãos em respostas às colheitas ruins e os grãos americanos baratos. Com Gladstone realizando uma grande campanha de discursos, com seus liberais ganhando dos conservadores de Disraeli na eleição de 1880. Ele liderou os conservadores em sua oposição durante seus últimos anos. Ele escreveu romances durante toda sua carreira começando em 1826, com seu último, Endymion, sendo publicado pouco antes de sua morte.

## Romances
- Vivian Grey (1826)
- Popanilla (1828)
- The Young Duke (1831)
- Contarini Fleming (1832)
- Ixion in Heaven (1832/3)
- The Wondrous Tale of Alroy (1833)
- The Rise of Iskander (1833)
- The Infernal Marriage (1834)
- Henrietta Temple (1837)
- Venetia (1837)
- Coningsby, or the New Generation (1844)
- Sybil, or The Two Nations (1845)
- Tancred, or the New Crusade (1847)
- Lothair (1870)
- Endymion (1880)
- Falconet (por acabar 1881)

## Poesia
- The Revolutionary Epick (1834)

## Drama
- The Tragedy of Count Alarcos (1839)

## Não-ficção
- An Inquiry into the Plans, Progress, and Policy of the American Mining Companies (1825)
- Lawyers and Legislators: or, Notes, on the American Mining Companies (1825)
- The present state of Mexico (1825)
- England and France, or a Cure for the Ministerial Gallomania (1832)
- What Is He? (1833)
- The Vindication of the English Constitution (1835)
- The Letters of Runnymede (1836)
- Lord George Bentinck (1852)

## Obras (Versões Gutenberg)
- Benjamin Disraeli no Projeto Gutenberg : Vivian Grey
- Benjamin Disraeli no Projeto Gutenberg : Popanilla
- Benjamin Disraeli no Projeto Gutenberg : The Rise of Iskander
- Benjamin Disraeli no Projeto Gutenberg : Venetia
- Benjamin Disraeli no Projeto Gutenberg : The Tragedy of Count Alarcos
- Benjamin Disraeli no Projeto Gutenberg : Coningsby}
- Benjamin Disraeli no Projeto Gutenberg : Sybil or, The Two Nations
- Benjamin Disraeli no Projeto Gutenberg : Tancred
- Benjamin Disraeli no Projeto Gutenberg : Lothair
- Benjamin Disraeli no Projeto Gutenberg : Endymion

### Principal
- Abbott, B. H. (1972). Gladstone and Disraeli. London: Collins. ISBN 0-00-327210-9
- Aldous, Richard (2007) [2006]. The Lion and the Unicorn: Gladstone vs Disraeli first American ed. New York: W W Norton & Company. ISBN 978-0-393-06570-1
- Blake, Robert (1967) [1966]. Disraeli. New York: St Martin's Press. OCLC 400326
- Blake, Robert (1982). Disraeli's Grand Tour: Benjamin Disraeli and the Holy Land, 1830–31. London: Weidenfeld and Nicolson. ISBN 0-297-77910-9
- Bradford, Sarah (1983). Disraeli. New York: Stein and Day. ISBN 0-8128-2899-2
- Conacher, J. B. (1971). The Emergence of British Parliamentary Democracy in the Nineteenth Century. New York: John Wiley and Sons
- Davis, Richard W. (1976). Disraeli. London: Hutchinson. ISBN 0-09-127690-X
- Dickins, Gordon (1987). An Illustrated Literary Guide to Shropshire. Shrewsbury: Shropshire Libraries. ISBN 0-903802-37-6
- Disraeli, Benjamin (1975).  Helen and Marvin Swartz, eds. Disraeli's Reminiscences. London: Hamish Hamilton. OCLC 471699820
- Disraeli, Benjamin (1982).  J. A. W. Gunn and M. G. Weibe, eds. Benjamin Disraeli—Letters, 1815–1834. Toronto and London: University of Toronto Press. OCLC 59238073
- Douglas, Roy (2005). Liberals: A History of the Liberal and Liberal Democratic Parties. London and New York: Hambledon and London. ISBN 0-8264-4342-7
- Endelman, Todd M. (1998). «'A Hebrew to the End': The Emergence of Disraeli's Jewishness c». In:  Charles Richmond and Paul Smith. The Self-Fashioning of Disraeli, 1818–1851. Cambridge: Cambridge University Press. ISBN 0-521-49729-9
- Gash, Norman (1972). Sir Robert Peel: The Life of Sir Robert Peel After 1830. Totowa, New Jersey: Rowman and Littlefield. ISBN 0-87471-132-0
- Glassman, Bernard (2003). Benjamin Disraeli: The Fabricated Jew in Myth and Memory. Lanham, MD: University Press of America. ISBN 0-7618-2472-3
- Harris, Robin (2011). The Conservatives—A History. London: Bantam. ISBN 0-593-06511-5
- Hibbert, Christopher (2004). Disraeli: A Personal History. London: HarperCollins. ISBN 0-00-714717-1
- Hurd, Douglas; Young, Edward (2013). Disraeli, Or The Two Lives. London: Weidenfeld & Nicolson. ISBN 978-0-297-86097-6
- Jenkins, Roy (2002) [1995]. Gladstone: A Biography. New York: Random House Trade Paperbacks. ISBN 0-8129-6641-4
- Kirsch, Adam (2008). Benjamin Disraeli. Col: Jewish Encounters. New York: Schocken. ISBN 978-0-8052-4249-2
- Kuhn, William (2006). The Politics of Pleasure—A Portrait of Benjamin Disraeli. London: The Free Press. ISBN 0-7432-5687-5
- Magnus, Philip (1954). Gladstone. London: John Murray. OCLC 752967336
- Monypenny, William Flavelle; Buckle, George Earle (1929). The Life of Benjamin Disraeli, Earl of Beaconsfield. Volume I, 1804–1859. London: John Murray. OCLC 60091922
- Parry, Jonathan (2007). Benjamin Disraeli. Oxford: Oxford University Press. ISBN 0-19-921359-3 Text also available online at Oxford Dictionary of National Biography
- Richmond, Charles; Paul Smith (1999). The Self-Fashioning of Disraeli, 1818–1851. Cambridge and New York: Cambridge University Press. ISBN 0-521-49729-9
- Ridley, Jane (1995). The Young Disraeli. London: Sinclair-Stevenson. ISBN 1-85619-250-4
- Roberts, Andrew (2000) [1999]. Salisbury: Victorian Titan. London: Phoenix. ISBN 0-7538-1091-3
- Schwarz, Daniel R (1979). Disraeli's Fiction. New York: Barnes & Noble. ISBN 0-06-496124-9
- Swartz, Helen M; Swartz, Martin (1975). Disraeli's Reminiscences. London: Hamish Hamilton
- Trevelyan, G. M. (1913) [1900]. The Life of John Bright. Boston and New York: Houghton Mifflin. OCLC 493021686
- Weintraub, Stanley (1993). Disraeli: A Biography. New York: Truman Talley Books. ISBN 0-525-93668-8

### Adicional
- Anonymous (1873). Cartoon Portraits and Biographical Sketches of Men of the Day. Illustrated by Frederick Waddy. London: Tinsley Brothers. pp. 38–45. Consultado em 13 de Setembro de 2013
- Bright, J. Franck. A History Of England. Period 4: Growth Of Democracy: Victoria 1837-1880 (1893)online 608pp; narrativa política detalhada
- Carter, Nick (Junho de 1997). «Hudson, Malmesbury and Cavour: British Diplomacy and the Italian Question, February 1858 to June 1859». The Historical Journal. 40 (2): 389–413. doi:10.1017/S0018246X97007218
- Cline, C L (Outubro de 1943). «Disraeli and Thackeray». The Review of English Studies. 19 (76): 404–408. doi:10.1093/res/os-XIX.76.404
- Endelman, Todd M (Maio de 1985). «Disraeli's Jewishness Reconsidered». Modern Judaism. 5 (2): 109–123. doi:10.1093/mj/5.2.109
- Ghosh, P R (Abril de 1984). «Disraelian Conservatism: A Financial Approach». The English Historical Review. 99 (391): 268–296. doi:10.1093/ehr/XCIX.CCCXCI.268
- Hurd, Douglas; Young, Edward (2013). Disraeli or The Two Lives. London: Weidenfeld & Nicholson
- Ković, Miloš (2011). Disraeli and the Eastern Question. Oxford: Oxford University Press. ISBN 978-0-19-957460-5
- Mahajan, Sneh (2002). British Foreign Policy, 1874–1914. [S.l.]: Routledge. ISBN 0-415-26010-8
- Martin, Arthur Patchett (1889). «Lord Beaconsfield and Young Australia». Australia and the Empire (em inglês) 1 ed. Edinburgh: David Douglas. pp. 63–75
- Matthew, H. C. G. (Setembro de 1979). «Disraeli, Gladstone, and the Politics of Mid-Victorian Budgets». The Historical Journal. 22 (3): 615–643. JSTOR 2638657. doi:10.1017/S0018246X00017015
- Monypenny, William Flavelle and George Earle Buckle, The Life of Benjamin Disraeli, Earl of Beaconsfield (2 vol. London: John Murray, 1929), clássico famoso; inclui os volumes de 1 a 4  e 5 a 6 da edição original Life of Benjamin Disraeli volume 1 1804-1837, Volume 2 1837-1846, Volume 3 1846-1855, Volume 4 1855-1868, Volume 5 1868-1876, Volume 6 1876-1881.  Volumes 1 a 6 estão disponíveis em Google Books: vol 1; vol 2; vol 3;  vol 4; vol 5; e  vol 6
- Morley, John (1922). The Life of William Ewart Gladstone, Volume 2. London: Macmillan
- O'Kell, Robert P. (2014). Disraeli: The Romance of Politics. [S.l.: s.n.] looks at close links between his fiction and his politics.
- Parry, J. P. (Setembro de 2000). «Disraeli and England». The Historical Journal. 43 (3): 699–728. doi:10.1017/S0018246X99001326
- Seton-Watson, R. W. (1972). Disraeli, Gladstone, and the Eastern Question. New York: W. W. Norton & Company
- Shannon, Richard. The crisis of imperialism, 1865-1915 (1976), pp 101–41.
- Vincent, John (ed.) (1978). Disraeli, Derby and the Conservative Party: Journals and memoirs of Edward Henry, Lord Stanley 1849-1869. [S.l.]: Hassocks, Sussex
- Winter, James (Janeiro de 1966). «The Cave of Adullam and Parliamentary Reform». The English Historical Review. 81 (318): 38–55. doi:10.1093/ehr/LXXXI.CCCXVIII.38

## Historiografia
- St. John, Ian. The Historiography of Gladstone and Disraeli (Anthem Press, 2016) 402 pp excerto